# Втеча майстра Пінзеля
«Втеча майстра Пінзеля»  — роман українського письменника Володимира Єшкілєва, вперше опублікований у видавництві «Грані-Т» 2007 року.

## Опис книги
Присвята: Автор дякує Володимирові Швадчаку, Ігорю Олійникові та Роману Ткачеві за підтримку, а також Kamori та братам-тамплієрам — за все-все…

Цісарському майстрові Тарасові Возняку й усім тим, хто не заважав
Життя, творчість і смерть таємничого майстра Пінзеля, цікавлять багатьох. Якою він був людиною? Як жив? Ми достеменно не знаємо, як звучить його ім'я.
Роман, написаний відомим письменником Володимиром Єшкілєвим, є однією з версій останніх місяців життя Пінзеля. Проте він сподобається не лише прихильникам письменника і поціновувачам майстерності Пінзеля. Роман сповнений містичними подіями й релігійними настроями. Та це й не дивно, адже сюжет розгортається на Західній Україні середини XVIII століття, коли чаклунство не було дивиною. А людину, наділену талантом, сприймали як слугу диявола.
Коментар автора про книгу:
|  | У романі ”Втеча майстра” я роблю декілька припущень. Наприклад, що скульптор починав свою кар’єру в маленькій кораблебудівній майстерні. Працював у портових містечках, найімовірніше, Іспанії чи Італії. Але як майстер такого рівня опинився у такій глушині, як Бучач? Гадаю, до Галичини Пінзель утік з півдня Європи. Мабуть, влада переслідувала його за те, що належав до якогось таємного товариства на кшталт масонів. |

## Нагороди
- 2008 рік — Диплом IX Всеукраїнського рейтингу «Книжка року» у номінації «За найкращий видавничий проект — 2007»[6]
- 2008 рік — Топ-10 книг 2007 року за версією Всеукраїнського журналу «Афіша», 1 місце[7]

## Рецензії
- Олек Веремко-Бережний. Рецензія на роман «Втеча майстра Пінзеля» на сайті «Інтернет-часопис про культуру». Жовтень 01, 2007 р. — Процитовано 20 грудня 2012
- Оля Вишня. Володимир Єшкілєв «Втеча майстра Пінзеля»[недоступне посилання з червня 2019] на сайті «Вголос». Жовтнень 15, 2007 р. — Процитовано 20 грудня 2012

## Видання
- 2007 рік — видавництво «Грані-Т».